# Galore
Galore (englisch: zu Hauf, im Überfluss) war und ist seit Dezember 2014 wieder ein deutsches Interviewmagazin. Es erscheint sechs Mal im Jahr im Dortmunder Dialog Verlag. Interviewt werden bekannte Personen aus verschiedenen Bereichen der Popkultur, aber auch Menschen mit bewegendem Schicksal. Die Interviews werden ergänzt durch Fotostrecken.

## Geschichte
Die Zeitschrift startete mit einer Auflage von 100.000 im Januar 2003. Das Heft enthielt 40 Interviews auf 256 Seiten. Die ersten drei Ausgaben erschienen vierteljährlich, ab Ausgabe Nummer 4 erschien das Magazin im Zwei-Monats-Rhythmus. Herausgeber war Michael Lohrmann. Ab März 2005 erschien Galore monatlich in einer Auflage von 140.000 Exemplaren und mit einer reduzierten Anzahl von Interviews und wollte Leser mit einer Umpositionierung zum Kulturmagazin locken. Ab der Ausgabe 37 im Frühjahr 2008 verpflichtete es den Comiczeichner Jamiri. Mit der Ausgabe 49 im Juni 2009 wurde die Printversion von Galore eingestellt; im am 6. Juli 2009 freigeschalteten Internetportal waren sämtliche Interviews der Printausgabe zunächst frei zugänglich, zudem wurde werktäglich ein neu geführtes Interview eingestellt. Zum Jahreswechsel 2009/2010 wurde die Seite ebenfalls stillgelegt.
Im Oktober 2013 gab der Verlag bekannt, am 22. November 2013 eine Jubiläumsausgabe der Zeitschrift mit 24 ausgewählten Interviews herauszubringen. In der Ausgabe wurden unter anderem Gespräche mit Herbert Grönemeyer, Heiner Geißler, Jonathan Meese, Sven Regener, Jamie Foxx, Justin Timberlake, Mickey Rourke und Günter Wallraff wiederveröffentlicht.
Ab 13. Dezember 2013 erschien eine digitale Ausgabe für iOS und Android, die es dem Nutzer gestattet, aus einem Archiv zeitlose und komplett überarbeitete Interviews auszuwählen. Im zweiwöchentlichen Rhythmus werden zehn neue Interviews angeboten. Bis auf sieben Interviews, die für den Nutzer der digitalen Angebote bei Registrierung gratis hinterlegt werden, sind alle weiteren Inhalte kostenpflichtig.

## Das Konzept
Pro Ausgabe enthielt Galore zwischen 15 und 30 Interviews mit bekannten Persönlichkeiten aus der Gesellschaft – z. B. mit Moderatoren, Schauspielern, Schriftstellern, Musikern und anderen Künstlern, Sportlern und Politikern – oder mit Menschen mit einem interessanten Lebenshintergrund.
Interviewpartner waren unter anderem:
- Adrien Brody, amerikanischer Schauspieler
- Jürgen Elsässer, Journalist
- Großajatollah Fadlallah, schiitischer Geistlicher aus dem Libanon
- Nelly Furtado, portugiesisch-kanadische Sängerin
- Noel Gallagher, englischer Musiker
- Jörg Immendorff, deutscher zeitgenössischer Maler
- Ephraim Kishon, israelischer Schriftsteller
- Stanisław Lem, polnischer Autor (letztes deutsches Interview vor seinem Tod)
- Shigeru Miyamoto, japanischer Spieleentwickler und Erfinder von Mario und Donkey Kong
- Dirk Nowitzki, Basketballspieler
- Oliver Pocher, deutscher Comedian
- Rick Rubin, amerikanischer Musikproduzent
- Albert Speer junior, Architekt
- Michael Stipe, Sänger der Rockband R.E.M.
- Klaus Wowereit, 2001–2014 Regierender Bürgermeister von Berlin
- Die Ärzte steuerten drei Essays zur ersten Ausgabe bei; außerdem waren Bela B. und Farin Urlaub auch einzeln Interviewpartner
- Uschi Obermaier, ehemaliges Fotomodell; gilt als erstes Groupie Deutschlands

## Neuanfang
Im Dezember 2014 erschien erstmals wieder eine verkleinerte Printausgabe im  A5-Pocketformat, die neue Nummer 1 mit Farin Urlaub auf dem Titelbild. Herausgeber ist wieder Michael Lohrmann im Dortmunder Dialog Verlag. Chefredakteurin ist, nach Markus Hockenbrink und Oliver Uschmann, seit Januar 2017 Hannah Heubel.
Seit der Ausgabe Nr. 19, welche im Oktober 2016 veröffentlicht wurde, ist der Verlag zum Großformat zurückgekehrt und erscheint erneut im Zwei-Monats-Rhythmus.